# 3348 Pokryshkin
3348 Pokryshkin è un asteroide della fascia principale. Scoperto nel 1978, presenta un'orbita caratterizzata da un semiasse maggiore pari a 3,1733425 UA e da un'eccentricità di 0,1645069, inclinata di 10,39129° rispetto all'eclittica.
L'asteroide è dedicato all'aviatore sovietico Aleksandr Ivanovič Pokryškin.